# Museo de Ciencias Naturales de Valencia
Het Museo de Ciencias Naturales de Valencia is het natuurhistorisch museum van de Spaanse stad Valencia.

## Geschiedenis
Aan het einde van de negentiende eeuw schonk José Rodrigo Botet de stad Valencia de belangrijkste paleontologische collectie van Europa op het gebied van Amerikaans fauna uit het tijdvak Kwartair, die onder meer bestond uit skeletten van Megatherium, Smilodon en Glyptodon. In 1902 werd deze collectie voor het eerst tentoongesteld aan het publiek in het universiteitsgebouw. In 1907 verhuisde de collectie naar het Museo Paleontológico de Valencia, dat zich op verschillende locaties in de stad bevond in de loop der jaren. In 1999 werd de collectie van Bonet, aangevuld met andere collecties, ondergebracht in het nieuwe Museo de Ciencias Naturales de Valencia in de Jardínes Viveros y Reyes.

## Collectie
Het Museo de Ciencias Naturales de Valencia omvat drie permanente tentoonstellingen:
- Historia de la vida y evolución: fossielen van dieren en planten uit het Paleozoïcum, een skelet van een Allosaurus, fossielen van dinosauriërs en zoogdieren uit de regio Valencia en de collectie van Botet (onder meer partiële en volledige skeletten van Megatherium, Scelidotherium, Glyptodon, Sclerocalyptus, Toxodon, Mesotherium, Eutates, Smilodon en Macrauchenia)
- Malacología: malacologie
- Ecosistemas valencianos: de ecosystemen van de regio Valencia, waaronder Albufera